# Brook Silva-Braga
Brook Silva-Braga (né le 27 mars 1979) est un réalisateur américain de documentaires. Il s'est fait connaitre en réalisant le documentaire A Map for Saturday dans lequel il raconte sa propre expérience en tant que routard pendant 11 mois autour du monde en 2005. Il a sorti en 2007 un second documentaire, One day in Africa.

## A Map for Saturday
Le film est présenté comme « un tour du monde en 90 minutes ». Le titre vient du fait que « lors d'un tour du monde, on a l'impression que c'est tous les jours samedi ».
Brook a été obligé de n'emporter qu'environ 2,5 kg de vêtements, car il portait en permanence presque 15 kg de matériel vidéo. Il a dormi dans beaucoup d'auberges de jeunesse pour économiser un maximum d'argent. Il interviewe plusieurs voyageurs pendant son périple, en essayant de comprendre pourquoi et comment les gens font pour faire de longs voyages, avec peu de budget.  